# Siquisique
Siquisique é uma cidade da Venezuela, capital do município de Urdaneta.